# Памятник Ленину (Воронеж)
Памятник Ленину — скульптура на гранитном постаменте, находящаяся на площади Ленина в Воронеже перед зданием Правительства Воронежской области. Является объектом культурного наследия народов РФ федерального значения.
Памятник был торжественно заложен 24 октября 1939 года, в двадцатую годовщину освобождения Воронежа от белогвардейцев, перед зданием обкома и облисполкома. Торжественно открыт 7 ноября 1940 года. Автором стал известный московский скульптор Н. В. Томский, которому помогали В. В. Исаева и Р. К. Таурит. Постамент памятника разрабатывался совместно с архитектором Н. А. Троицким. За основу памятника взят эпизод приезда Ленина в Россию в апреле 1917 года, в котором он запечатлен в момент его речи с броневика. Сам автор позднее вспоминал, что в этой скульптуре ему "хотелось выразит огромное волевое напряжение Ильича, готовящего страну к совершению величайшей из революций". Фигура высотой 6,5 метров весом более 14 тонн была отлита из бронзы в Ленинграде на заводе «Монументскульптура». В Воронеж её везли на специальной железнодорожной платформе. Постамент почти такой же высоты, что и статуя изготавливался в Воронеже местными строителями, каменная кладка была облицована габброноритом.
Во время оккупации Воронежа в годы Великой Отечественной войны памятник неоднократно использовался немецкими солдатами в качестве виселицы. Позднее скульптуру демонтировали и увезли на переплавку. 

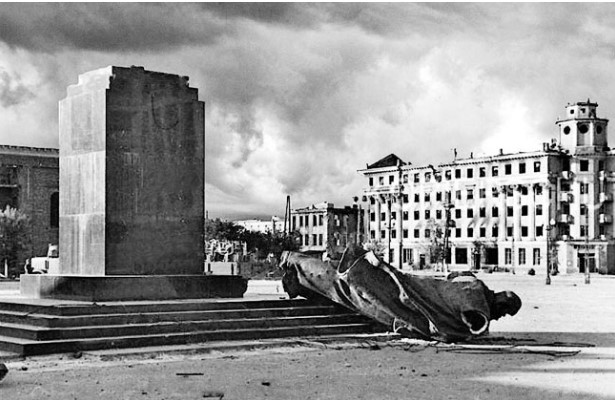
Разрушенный памятник Ленину. Воронеж. Фото 1942 год.

После освобождения пьедестал более года пустовал, пока не поставили временную скульптуру С. Д. Меркурова из бетона, на приобретение которой из областного бюджета было выделено 75 тыс. рублей.
22 апреля 1950 года точная копия довоенного памятника Томского снова была поставлена на постамент. Копия изготавливалась при участии автора скульптуры 1940 года.

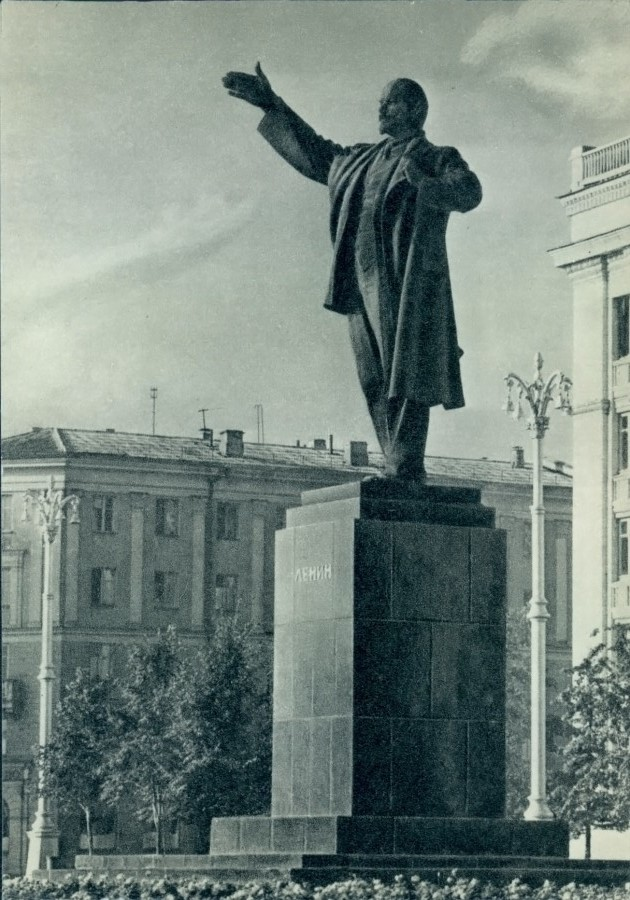
Памятник Ленину. Воронеж. ,Фото 1966 г.

В 1967 году реконструировался постамент памятника.
13 сентября 1992 года нетрезвый мужчина в казачьей форме пытался взорвать памятник из гранатомета, но промахнулся.
Периодически в СМИ возникают дискуссии о переносе памятника с главной площади города и замену его на другой монумент, в частности на памятник первому воеводе воронежской крепости - Семёну Сабурову.

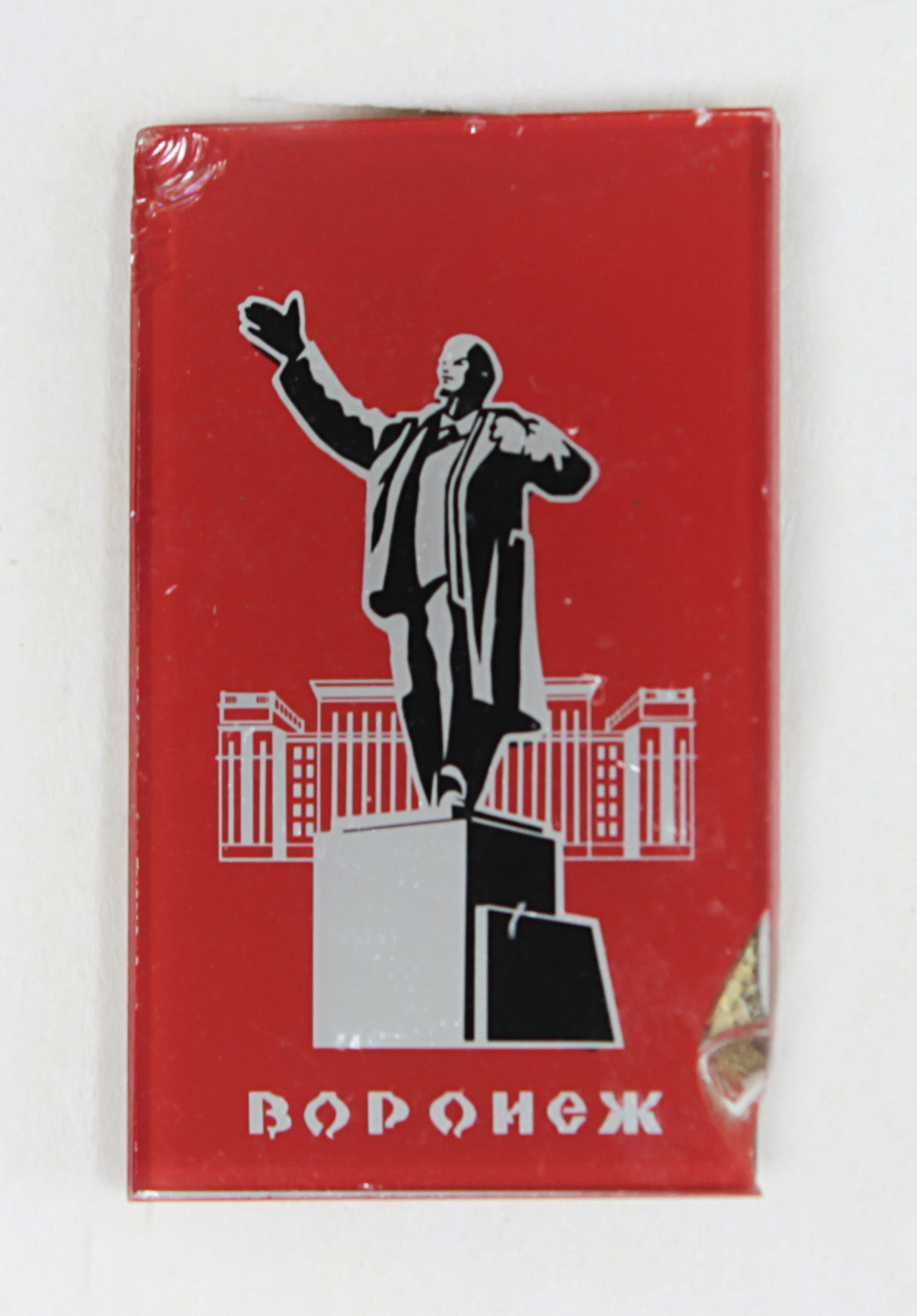
Значок "Воронеж" с изображением памятника Ленину